# 青光镇
青光镇，是中华人民共和国天津市北辰区下辖的一个乡镇级行政单位。

## 行政区划
青光镇下辖以下地区：
红光农场社区、青光村、韩家墅村、杨家嘴村、刘家码头村、李家房子村和铁锅店村。